# 國立臺灣藝術大學
國立臺灣藝術大學 ，簡稱臺灣藝大、臺藝大、臺藝、NTUA，前身為1955年成立的國立藝術學校，歷經多次改制於2001年改制為大學。位於臺灣新北市板橋區浮洲地區。是一所以藝術、表演、設計、傳播、創作為主的國立藝術大學。

## 教學單位
| 美術學院 | 美術學系暨碩士班 當代視覺文化與實踐碩士班 當代視覺文化博士班 | 雕塑學系暨碩士班             |
| 美術學院 | 古蹟藝術修護學系暨碩士班                                     | 書畫藝術學系暨碩士班、博士班 |
| 美術學院 | 美術學院造形藝術研究所 （碩士班、碩士在職專班）              |                              |

| 設計學院 | 視覺傳達設計學系暨碩士班                           | 工藝設計學系暨碩士班         |
| 設計學院 | 多媒體動畫藝術學系 動畫藝術碩士班 新媒體藝術碩士班 | 創意產業設計研究所（博士班） |

| 傳播學院 | 影音創作與數位媒體產業研究所 （碩士班、博士班） | 圖文傳播藝術學系暨碩士班、碩士在職專班 |
| 傳播學院 | 廣播電視學系暨碩士班、碩士在職專班              | 電影學系暨碩士班、碩士在職專班         |

| 表演藝術學院 | 跨域表演藝術研究所 （碩士班、碩士在職專班、博士班） | 戲劇學系暨碩士班、碩士在職專班     |
| 表演藝術學院 | 音樂學系暨碩士班、碩士在職專班                      | 中國音樂學系暨碩士班、碩士在職專班 |
| 表演藝術學院 | 舞蹈學系暨碩士班、碩士在職專班                      |                                    |

| 人文學院 | 藝術管理與文化政策研究所 （碩士班、博士班） | 藝術與人文教學研究所（碩士班） |
| 人文學院 | 通識教育中心                                | 師資培育中心                   |

## 外部連結
- 國立臺灣藝術大學官方網站 （页面存档备份，存于）
- 國立臺灣藝術大學校史大事記 （页面存档备份，存于）